# 竜と戦う大天使ミカエル
『竜と戦う大天使ミカエル』（りゅうとたたかうだいてんしミカエル、伊: San Michele Arcangelo combatte il drago, 英: Saint Michael Fighting the Dragon）は、イタリアの盛期ルネサンス期の画家・彫刻家・金工師アントニオ・デル・ポッライオーロが1465年頃に制作した絵画である。油彩。主題は『新約聖書』の「ヨハネの黙示録」で語られている大天使ミカエルとサタンの闘争から取られている。美術商・美術収集家のステファノ・バルディーニが所有した作品の1つで、現在はフィレンツェのステファノ・バルディーニ美術館に所蔵されている。

## 制作経緯

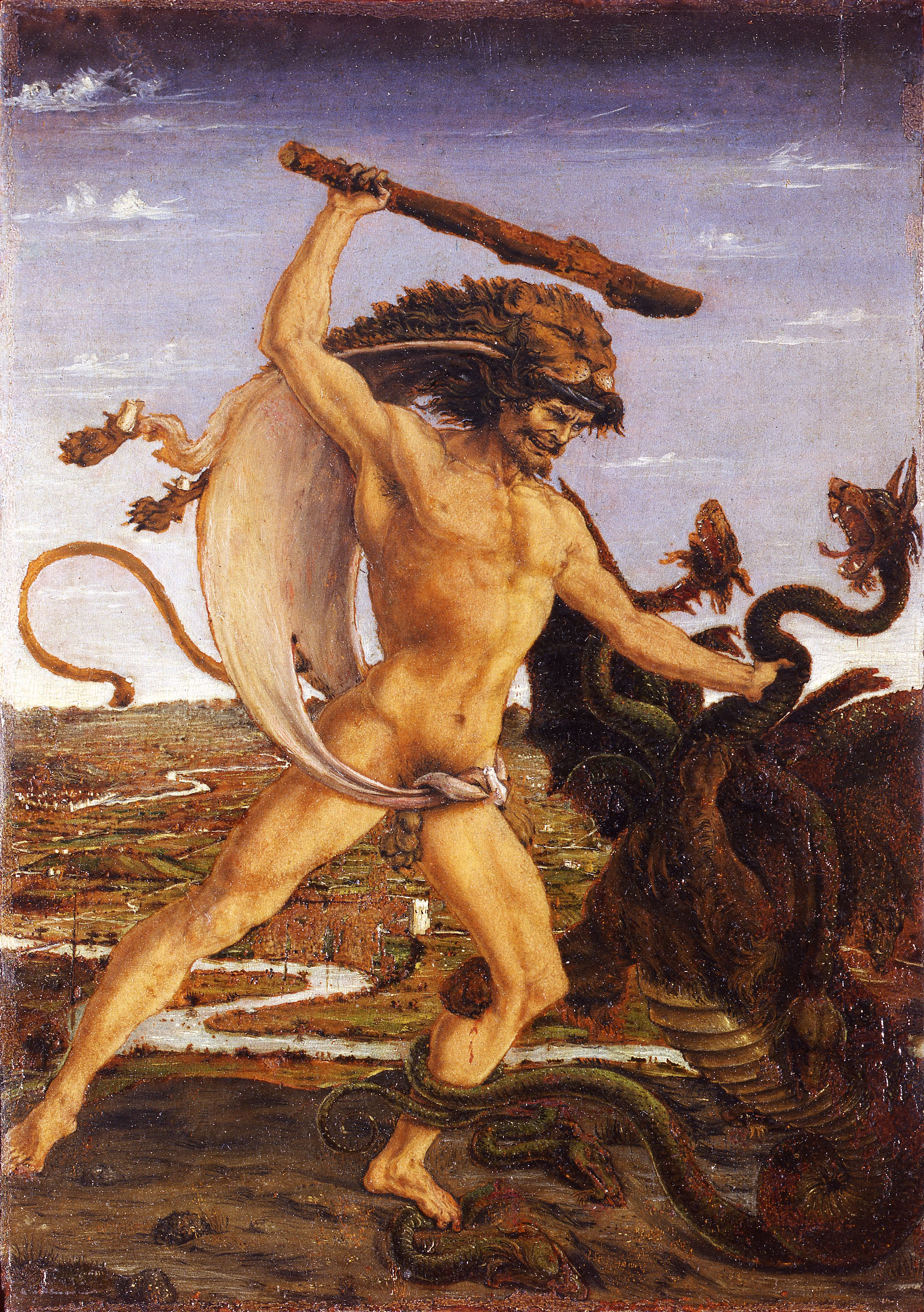
アントニオ・デル・ポッライオーロの『ヘラクレスとヒュドラ』。ウフィツィ美術館所蔵。

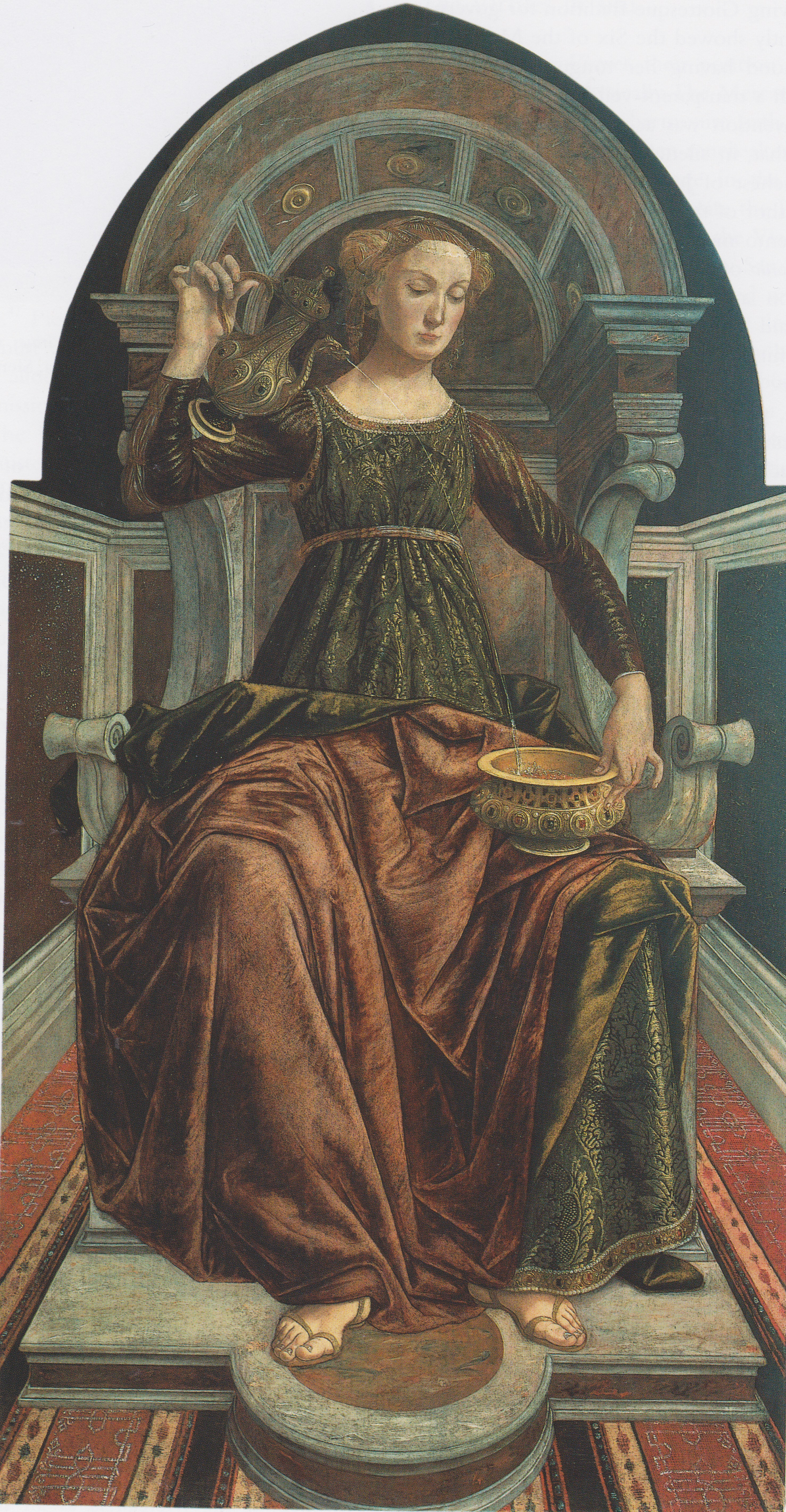
ピエロ・デル・ポッライオーロの『節制』。ウフィツィ美術館所蔵。

ジョルジョ・ヴァザーリによると、ポッライオーロはフィレンツェの南東60キロのところに位置するアレッツォの聖ミカエル同信会のために「キリストの磔刑」と「竜と戦う大天使ミカエル」の2作品を制作したと述べている。両作品はおそらく祝祭の際に行進用の幡（ステンダルド）として使用されものであり、本作品はこのうち後者の作品に当たる考えられている。

## 作品
ポッライオーロは竜と戦う大天使ミカエルを描いている。背中の翼を大きく広げたミカエルは黒い鎧と翼のついた兜を身に着け、左手に装備した小型の円形の盾で身を守りながら、竜に一撃を加えるべく右手に持った剣を大きく振り上げている。対する竜は首をくねらせて、鋭い歯が並んだ口を大きく開いてミカエルを威嚇しており、さらに左足でミカエルの右脚の動きを抑え込みながら、振り上げた右足の爪で対抗しようとしている。竜の下半身には脚はなく、蛇形の胴体を渦状に巻いて上半身を持ち上げている。背景には木々がまばらに点在する平野が遠くで青白くかすんで見える山々まで広がり、ミカエルの左側を川が蛇行しながら流れている。
舞台を丘の上に設定し、背景に平原の風景を描く形式はポッライオーロ兄弟の多くの作品に共通している。またミカエルと竜の図像はウフィツィ美術館に所蔵されているポッライオーロの『ヘラクレスとヒュドラ』（Ercole e l'idra）とよく似ている。左足を前に踏み込んで棍棒を振り上げたヘラクレスと口を大きく開いたヒュドラの姿勢や、画面における両者の配置は、本作品におけるミカエルと竜と一致している。加えて背景の平原を流れる川の風景もよく似ている。このウフィツィ美術館の作品はポッライオーロ兄弟が1460年頃にメディチ・リッカルディ宮殿のサラ・グランデ（Sala Grande）を装飾するために制作し、その後失われた、ヘラクレスを描いた3点の神話画連作のうち1点をポッライオーロ自身が複製したものと考えられている。
帰属については、一般的にアントニオ・デル・ポッライオーロが制作したと考えられているが、近年は弟のピエロの再評価によりピエロに帰属されることが多くなっている。これは兄アントニオの金工師としての活躍と比較すると、画家としての活動が限定的であったのに対して、ピエロは画家を本業としており、アントニオの作品とされている作品の多くがピエロによって制作されたのものと考えられるようになったためである。本作品でも大天使ミカエルの黒い甲冑の異なる素材の質感表現は、『ガレアッツォ・マリーア・スフォルツァの肖像』（Ritratto di Galeazzo Maria Sforza）や商業裁判所のために制作した6点の美徳像、サン・ジミニャーノのサンタゴスティーノ教会のために制作した『聖母戴冠』（Incoronazione della Vergine）といった、ピエロの他の作品と共通している。その一方、ミカエルの容貌や手にはっきり確認できる特徴的な輪郭表現、滑らかな諧調の変化によって表現された肌はピエロの諸作品やアントニオの初期作品にはない要素である。これとよく似ているのはポッライオーロ兄弟が1466年から1467年に制作した『聖ウィンケンティウス、大ヤコブ、聖エウスタキウス』（Santi Vincenzo, Giacomo Maggiore ed Eustachio）の聖ウィンケンティウスであるが、この作品は兄弟がどのように分担して制作したかについて様々な見解が出されている。澄み渡る大気感の描写や画面左の岩場は、アレッソ・バルドヴィネッティが1462年に制作したサンティッシマ・アヌンツィアータ教会の『キリスト降誕』（Nascita di Gesù）との類似が認められる。
制作年代については、画家フランチェスコ・ディ・アントニオ・デル・キエリコが1461年から1465年に制作した装飾写本の挿絵で本作品の図像を引用しているため、1465年を下限として、それ以前に制作されたと考えられている。

## 来歴
本作品は制作から約300年後の1766年にアレッツォ出身の美術収集家フランチェスコ・ロッシ（Francesco Rossi）に売却されたことが知られている。対作品のうち『竜と戦う大天使ミカエル』はしばらくの間ロッシによって所有されたが、一方の『磔刑』はこれ以降、所在が不明となっている。その後、本作品の所在も分からなくなるが、20世紀に入るとフィレンツェの美術商・美術収集家ステファノ・バルディーニが所有しており、1922年から1923年のバルディーニの目録に本作品が記載されている。

## ギャラリー
ディテール

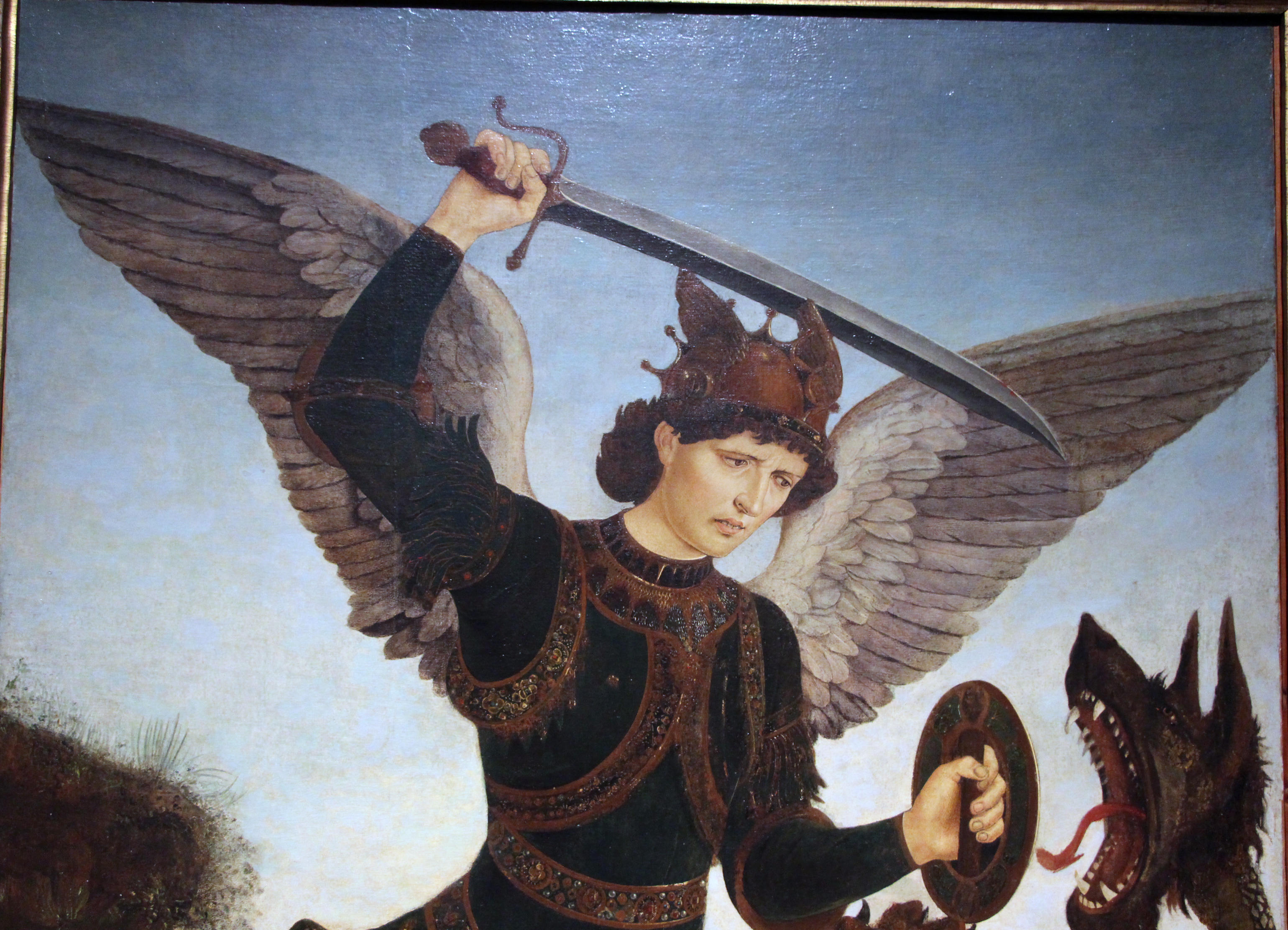
剣を振り上げ、竜を睨みつけるミカエル
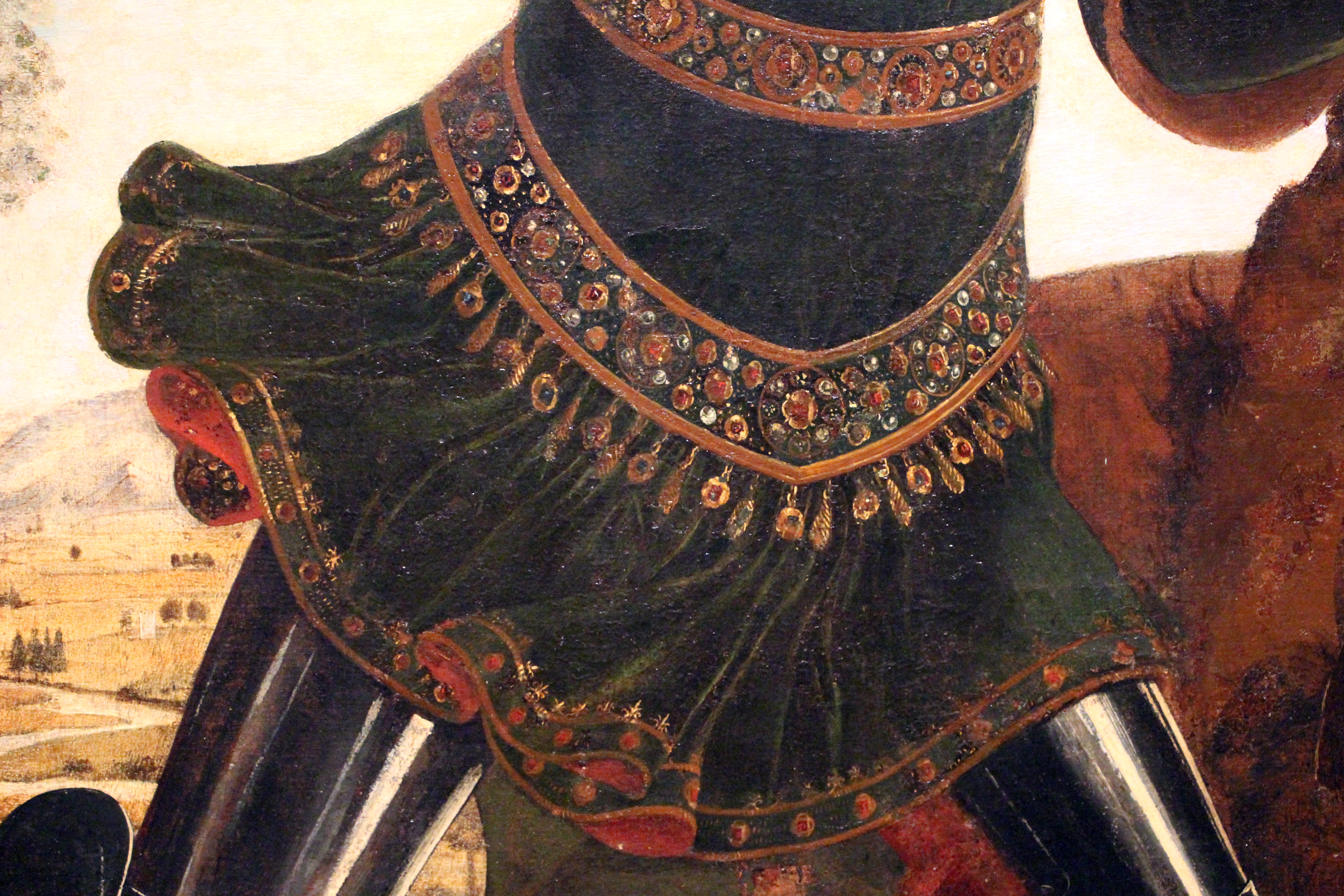
黒い甲冑の素材ごとの質感表現
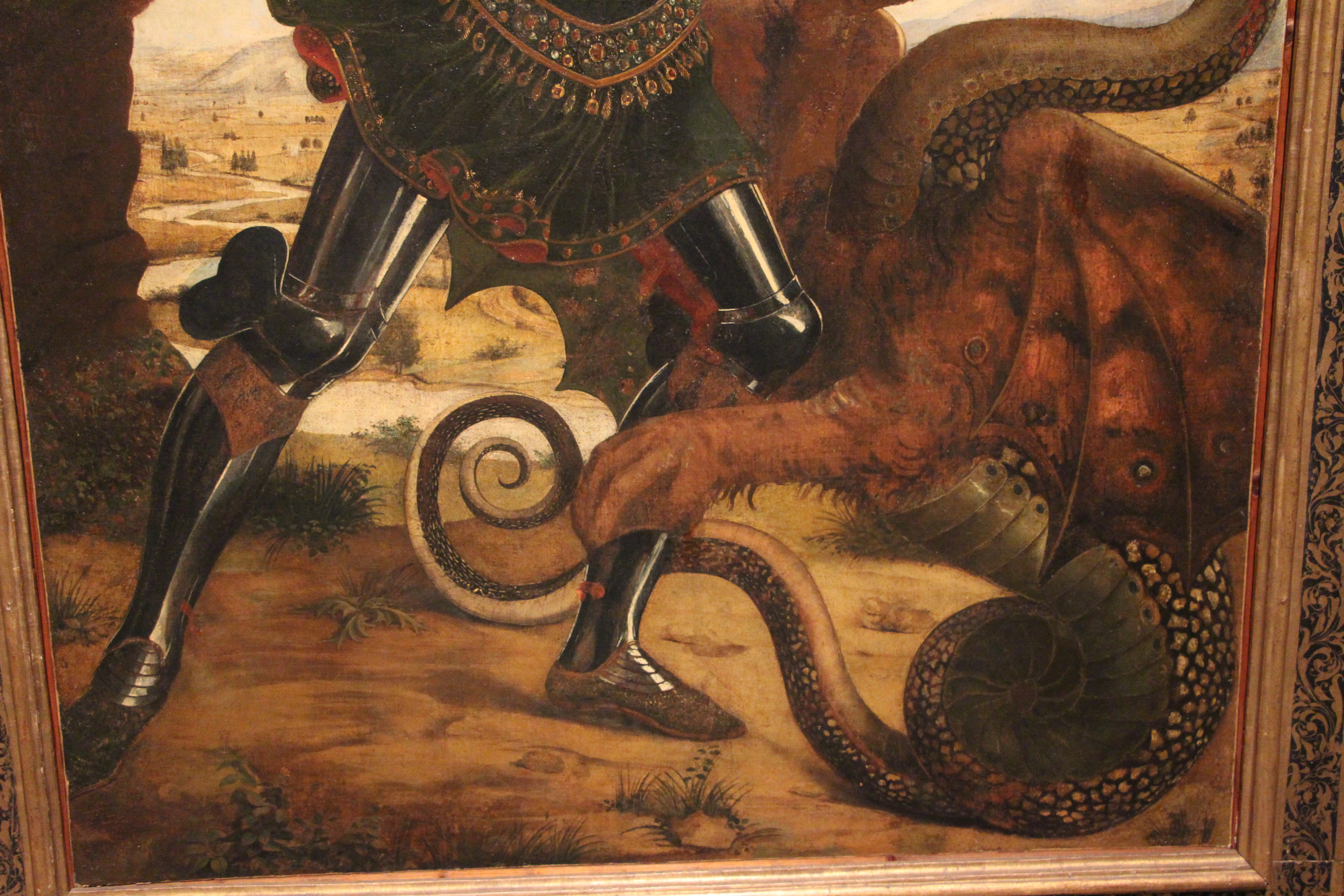
ミカエルと竜の下肢